# فيديريكو غوتيريز
فيديريكو غوتيريز (بالإسبانية: Federico Gutiérrez)‏ هو سياسي كولومبي، ولد في 28 نوفمبر 1974 بميديلين في كولومبيا. انتخب عمدة ميديلين.